# 岡田健蔵
岡田 健蔵（おかだ けんぞう、1883年〈明治16年〉8月15日 - 1944年〈昭和19年〉12月21日）は、日本の社会事業家、郷土史家。北海道函館市の函館市中央図書館の初代館長（当時の名称は函館市立図書館）であり、同図書館の前身である函館毎日新聞緑叢会付属図書室、および私立函館図書館の設立者のひとり。北日本屈指の図書館人ともいわれる人物であり、私財を投じて函館の郷土資料の収集に努めた。また、函館の火災の多さを考慮して耐火構造の図書館を提唱し、貴重な資料の多くを火災から守り抜いた。函館区鰪澗町（たなごまちょう、後の函館市入舟町）出身。

## 経歴

### 図書館人となるまで
函館区鰪澗町で、大工の長男として誕生した。1893年（明治26年）に父が死去し、母に育てられた。弥生尋常高等小学校を中退後、15歳のときに雑貨商の見習い奉公に出され、商売の基礎を学んだ。奉公先は、曲がった古釘を叩き直して再利用するほどの倹約家であり、後の岡田に大きな影響を与えた。
1903年（明治36年）に独立し、以前から興味のあった西洋式ろうそく製造業に乗り出し、自宅で「太陽石蝋発売元」を開業した。当時の日本ではろうそくの原料を海外輸入に頼っていたことから、これを日本国内の原料で賄うことを発案して資料を捜した。しかし見つかった資料がわずか1冊であり、その1冊によるろうそく製造も失敗に終わったことから、各種文献収集の重要性を認識し、図書館設立を決意した。
当時の函館には、図書館と呼べるべきものは存在しなかった。かつては1880年（明治13年）に開拓使ら読書愛好者たちにより「共覧会」（後に思斎会と改称）が結成され、函館公立図書館の設立が計画されていた。開拓使の廃止により同会の活動が困難になった後、その活動は函館区有の書籍館である区立函館書籍館へ引き継がれ、1888年（明治21年）に一般公開された。しかし利用者の少なさや経費の問題で1893年（明治26年）に廃止され、「函館区共有文庫」と改称されて単なる書庫としての存在となり、実質的に図書館としての機能を休止するに至っていた。

### 初の図書室の設立
1906年（明治39年）、函館区内では函館毎日新聞の投稿者たちにより、知識と教養の向上のための団体として「函館毎日新聞緑叢会」が結成された。これを知った岡田は早速入会し、図書館の必要性を説いた。この岡田の提案は結成同年の大会で満場一致で可決され、同会は図書館設立に向けて動き出し、岡田は設立委員に任命された。折しも1897年（明治30年）の帝国図書館開設を皮切りに、京都府立図書館、大阪府立図書館が開設するなど、日本全国で図書館の開館ブームが巻き起こっている時代であった。
翌1907年（明治40年）、岡田の自宅兼店舗を「函館毎日新聞緑叢会付属図書室」とし、岡田や会員たちの蔵書、各出版元から新刊紹介のために函館毎日新聞社に寄贈された図書の無料公開が開始された。これは図書館よりむしろ貸本屋に近いもので、店舗内でろうそくを作っている岡田の周りに書棚が並んでおり、来客の都度、岡田が本業の手を休めて図書の貸出を行なうという、小規模のものであった。
岡田たちの期待とは裏腹に、当初の利用者は1か月に22人から23人程度であったが、3か月も経つと、次第に函館区民にこの図書室の存在が浸透した。しかし同時期に函館を大火災が襲い、岡田の店舗は焼失。図書室の蔵書類も大半が失われ、閉鎖を余儀なくされた。岡田は一度は落胆したものの、このことが、火災の多い函館で大火災に耐え得る図書館の建造を目指すきっかけとなった。
なお先述した函館区共有文庫も、函館教育協会内において再び書籍館経営が検討されていたものの、この年の大火で焼失に至った。

### 私立図書館の開館
緑叢会は、図書館再建に向けて動き出した。岡田は緑叢会から図書館の知識を得るための視察を委ねられ、北海道外を巡る旅行に出た。この旅行で岡田は1か月以上にわたって、東北地方や東京府を視察した。特に、耐火構造の帝国図書館（後の国立国会図書館）に圧倒された。早稲田大学図書館の館員らは、北海道から東京を訪れた岡田の熱心さに感心し、彼を日本図書館協会に推薦し、岡田は道内会員1号となった。
帰郷後の岡田は早速、図書館創立委員会を結成した。この報せを知った人々からは、入会の問合せ、図書寄贈の希望など、毎日のように反響があった。大火で焼失した岡田の店舗は1908年（明治41年）に再建されていたが、図書館創立委員会のあまりの多忙さに岡田は家業を妹に譲り、自身は地元の名士たちの会員への勧誘、役所への連絡などに奔走した。図書館の建物として、函館区公共の建物である協同館を借り受け、函館毎日新聞社の社内にあった図書館創立事務所がそちらへ移設されると、岡田は協同館の事務所に寝泊まりして仕事に明け暮れた。この建物は30年近く無人であったために損傷が激しく、岡田は大工たちを指揮しつつ、自ら金槌を振るい、手に血豆を作りながら修理を行なった。
岡田の熱心さに、豪商の小熊幸一郎、銀行家の初代相馬哲平といった函館の有力者たちも岡田に賛同した。また図書の寄贈者の1人に、歌人の宮崎郁雨がおり、後に岡田と長年にわたる親友となった。

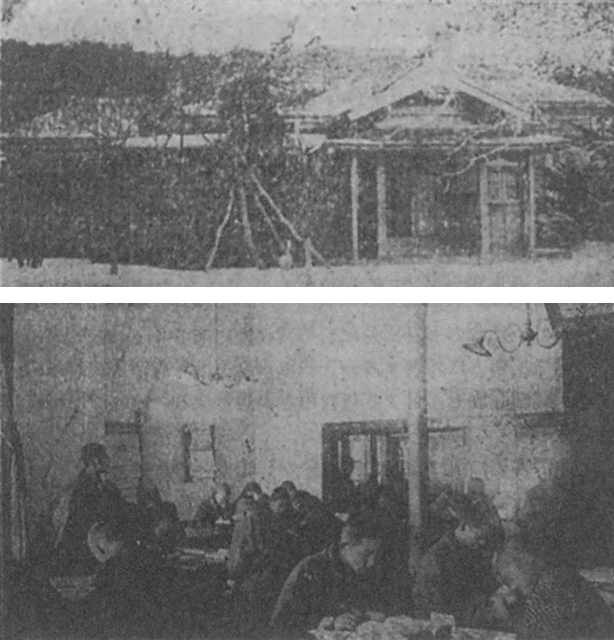
私立函館図書館の外観と閲覧室

1909年（明治42年）、私立函館図書館が函館公園内に開館した。初日は51人、5日目には123人、6日目には178人が来館した。開館後の最初の日曜日には、「あらゆる人に利用を」との岡田の理念のもとに児童室も開設され、絵本などで子供たちを喜ばせた。この日は、もの珍しさもあって、朝8時から子供たちが押し寄せていた。午前10時には子供たちの数が100人を超えたため、一時的に閲覧室を閉鎖するほどの盛況ぶりであり、来館者397人のうち半数以上の218人が子供であった。後の平成期の函館の年配者には、この児童室が図書館利用の嚆矢だったという人物も多い。その後も利用者は増加の一途を辿り、初年度の来館者は2万8千人を超えた。
図書館の運営資金は図書閲覧料と維持会員の納付金によるもので、納付金は月々50銭であった。貸本屋の単行本の借り賃が6銭、米1升が17銭の時代であり、維持会員になる者は文化的なことに興味を持つ、ごく限られた人員だったと見られている。
図書館の経営者は函館毎日新聞関係者や市内各界の有志たちであり、岡田は図書館主事兼事務主管として実務に専念した。事務主管は1年間のみ兼任の約束であったが、後任者不在のために1年後も事務主管を続けた。妹に任せた家業を顧みなかった上、図書館経営の資金に私財を投じていたため、家業は次第に経営が困難となり、1912年（明治45年）に廃業を余儀なくされた。
1910年（明治43年）、日本図書館協会の一員として、兼ねてから希望していた全国図書館大会に初めて参加。その後、1949年（昭和24年）の第33回の同大会まで毎年のように参加し、その回数は15回におよんだ。またこの頃、当時の函館区医、後に函館市長となる齋藤與一郎との出逢いがあった。

### 鉄筋製書庫の完成

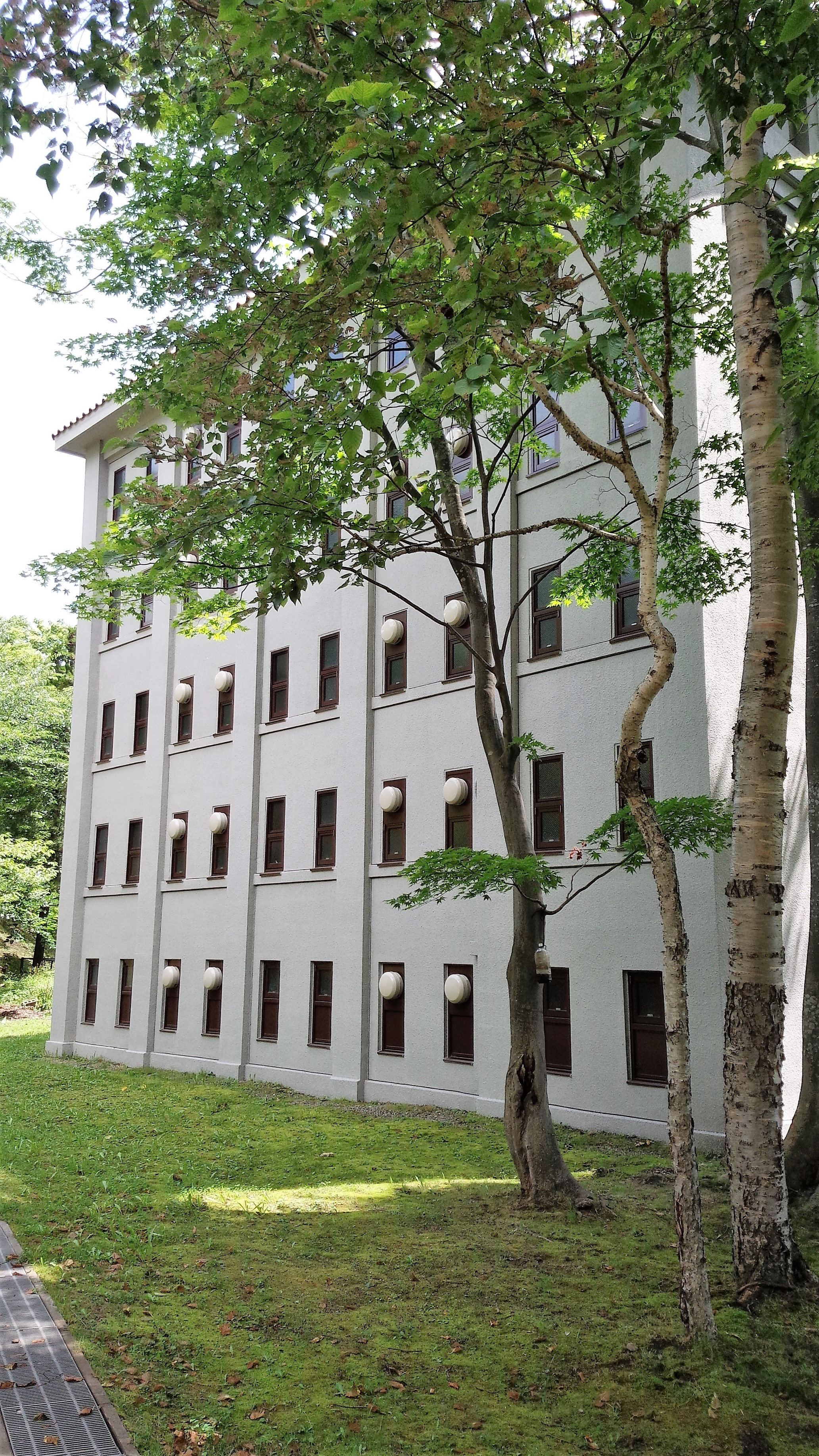
函館公園内に残る函館図書館の書庫（2014年8月撮影）

1913年（大正2年）に再び帝国図書館を視察した岡田は、案内役の司書から「もしこれから図書館を新築するのであれば耐火構造にするべきで、蔵書を火災から守ることを第一義と心がける」ように強く言われた。岡田自身も、初の図書室を火災で失った過去の教訓から、図書館の現状に満足せず、火災に耐えうる耐火構造の図書館を目指していた。火災の心配のあまり、強風の日に図書館に泊まり込むことも多かったといわれる。
そんな岡田に助力したのが、前述の相馬哲平である。大正初期のある日に街中で岡田と出逢った相馬は、耐火構造の図書館を目指す彼の想いを知り、その場で手持ちの千円を岡田に託し、さらに皇太子嘉仁（後の大正天皇）に拝謁した記念に、建築費用3千円の寄付を約束した。その後も物価の高騰につれて、建築費が当初の約3倍にまで膨れ上がったため、岡田はさらに相馬に寄付を懇願し、最終的に相馬の寄付金は9千円にまでなった。
相馬からの多額の寄付により、1916年（大正5年）、鉄筋コンクリート構造の5階建ての書庫が完成した。これは北海道最初の鉄筋コンクリート構造の建築物である。当時の公共建築物は木構造が主流であり、災害や劣化といった木構造の欠点を解決した建築物として、この書庫は北海道中の注目を集めた。

### 私生活での苦難
図書館主事としての岡田の収入は、図書館会員費から捻出のみの、わずか10円のみであった。すでに家業を廃業していたこともあり、岡田家の生活は貧困を極めた。1912年に7歳下の渡辺イネと結婚したが、そのときには蔵書収集の資金繰りのために不動産をすでに処分していたため、図書館の宿直室に夫妻で住み込み、母や姉妹は安価な住居に住まわせていた。
その後は6人の子供に恵まれたものの、家族が多人数となったことや、岡田が膨大な数の蔵書収集に没頭していたこと（後述）、加えて1914年（大正3年）に勃発した第一次世界大戦に伴う物価の騰貴や米騒動も、貧困に追い打ちをかけた。後の岡田の履歴書には、1918年9月の項に「創立以来報酬月額十円を贈られるに止り多年の収書に全資産を失う」とある。日々の食事も主食は外米の粥、副食は魚の粗ばかりであった。図書館の館員を雇うほどの経済的な余裕もなかったため、図書館経営には妻や妹たち家族総出、親戚まで駆り出した。この貧困と多忙の中で、1917年（大正6年）から1923年（大正12年）までの6年間で、3人の子供が幼少の内に病死、1922年（大正11年）には母とも死別した（後述）。
身を挺して函館に尽くす岡田のために、岡田の支援者たちは公私共に彼を支えた。当時の函館図書館館長であった平出喜三郎は、1918年（大正7年）から評議員会を開いて個人的に毎月80円を図書館に寄付、そのうち70円を岡田の収入にあて、後の市立図書館開館まで岡田家の家計を支えた。正月を迎える餅がない年には、匿名で餅米を差し入れた友人もいた。

### 市立図書館の開館
1916年（大正5年）、大正天皇即位に伴う御大礼記念事業が日本全国に発令された。函館では岡田ら有志による私立図書館に代って公立図書館を作る動きが開始され、岡田のもとへは私立図書館の蔵書をそのまま公立図書館へ寄贈するよう申し入れがあった。岡田側は新図書館を耐火構造で建築することを条件として、それに応じた。しかし函館区側では、鉄筋ではなく木造での新図書館建造が計画されていた。
鉄筋書庫に次いで鉄筋の図書館本館を目指していた岡田にとって、この函館区の方針は納得できるものではなかった。木造の建築計画を鉄筋に覆すためには自ら行政に直接介入するしかないと考えた岡田は、議員選挙への出馬を決意した。市政制定により函館区が函館市となった1922年（大正11年）、在職のまま市会議員に立候補。函館のための鉄筋図書館建造を公約に掲げた岡田は、区民たちからの大きな支持を得、当選に至った。
市会（現在の市議会）で岡田は、木造図書館を支持する市会に対し、鉄筋図書館の重要性を説き続けた。しかし両者の意見は平行線を辿るばかりで一向に交わることはなく、その状態は実に10年に及んだ。市会の圧力により、一時は200人以上いた私立図書館の維持会員も、わずか7人にまで減り、岡田家の苦難はさらに増した。衆議院議員でもある前述の平出喜三郎は、この膠着状態を重く見て仲介に入り、岡田を説得し、鉄筋図書館の建築を岡田に約束した。この際には宮崎郁雨も、平出からの依頼により岡田の説得にあたった。岡田は公私にわたって自分を支えてくれた平出を信じ、図書館問題を彼に託した。折しも大正天皇の病状が思わしくなかったことから、平出がこれを引合いに出し、「大正天皇の記念事業として始められた公立図書館設立は天皇の存命中に着手するべき」と主張したことで、この膠着状態は解決に至った。

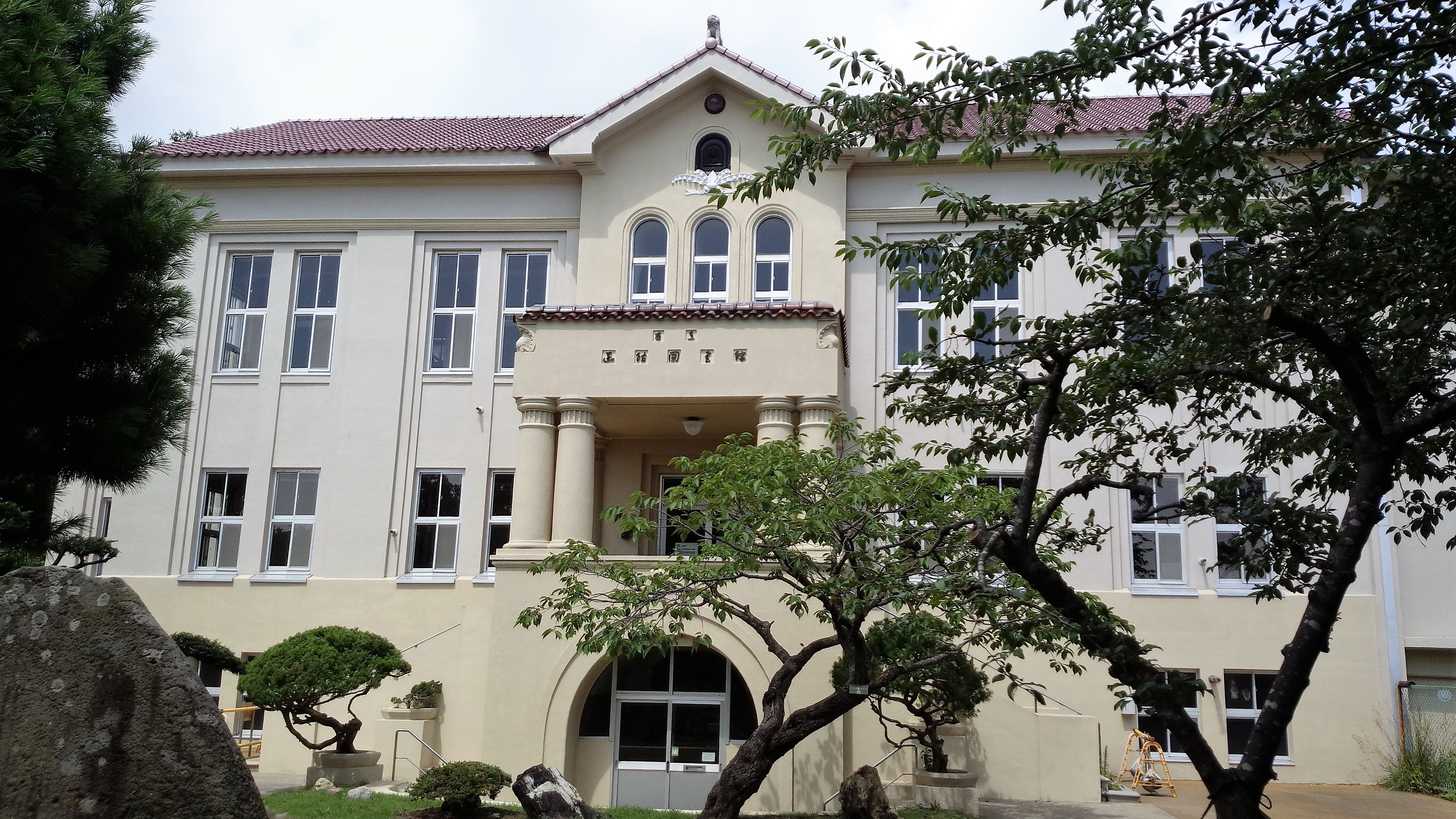
図書館旧本館（2014年8月）

平出の尽力や先述の小熊幸一郎の多額の寄付のもと、1928年（昭和3年）、函館市立函館図書館（後の函館市中央図書館）が完成した。岡田と交わした平出の約束は守られ、本館は岡田待望の鉄筋コンクリート構造の3階建であった。私立図書館の資産は約3万冊の蔵書をはじめ、すべてが市立図書館へ寄付された。この蔵書の中には日本で1冊しかない古書が何千冊も含まれており、平成期の金額に換算すれば少なくとも数十億円との声もある。
岡田は新技術の導入にも熱心であり、平成期の日本の図書館で広く用いられている日本十進分類法(NDC)がこの時期に発表され、1929年（昭和4年）に間宮書店より単行本『日本十進分類法』として刊行されると、ただちに注文した。さらに目録ケースの横にNDC索引部分を置くことで、利用者の利便性を高めるよう工夫を凝らし、間宮書店の間宮不二雄を唸らせた。また、本1冊につき1枚の基本カードを作成し、この複製によって目録を編成するユニットカードシステムを採用した。間宮不二雄は「ユニット・カードは恐らく同館が、わが国では最も早い実施館であったろう」と述べている。
岡田を館長に推す市民たちの声が市政に届いたことで、1930年（昭和5年）には岡田は館長に就任した。市会議員には1926年（大正15年）に再当選していたが、図書館業務専念のため、館長就任の同年に市会を引退した。図書館に隣接して岡田の公宅も設けられたが、岡田はその後も図書館内にベッドを持ち込んで1人で住み込み、妻イネに食事を運ばせて生活し続けた。
私立図書館開館前に入会した日本図書館協会では、1931年（昭和6年）に評議員に初当選。協会における特異な存在として重要視され、終生にわたって図書館事業と協会の発展に尽くした。
函館市の文化向上のために尽くした功績により、1939年（昭和14年）には高等官七等待遇となり、従七位に叙せられた。翌1940年（昭和15年）には社会教育事業功労者として文部大臣からの表彰を受けた。1942年（昭和17年）には高等官六等待遇となり、正七位に叙せられた。

### 函館大火
1934年（昭和9年）3月、世界の火災史に残るほどの大火災である函館大火が発生し、函館図書館も火災に見舞われた。このとき岡田は妻イネと共に、閲覧中であった蔵書類をすべて書庫へ戻し、水をかけた敷物で書庫への火を遮り、蔵書類を守った。さらにイネを避難させた後、自らは図書館内にただ1人残り、避難を呼びかける部下の声に耳を貸すことなく、消火に奮闘した。書庫の前に仁王立ちになった岡田は、目や鼻が煙に襲われ、髪が焼け焦げることにも構わず、バケツを振るって水を撒き続けた。
この岡田の活躍、そして図書館の鉄筋建築が功を奏し、函館の街の半分以上を焼き尽くした大火災にもかかわらず、図書館の蔵書類は一切焼失することがなかった。しかし岡田の公宅は焼失したため、岡田と家族は着のみ着のままとなってしまった。
火災から守られた図書館は、火災後には閲覧室などが避難所として活用された。岡田の長女である岡田弘子の小学4年生当時の作文によれば、図書館のどの部屋も多くの避難者がおり、まだ寒い時期の北海道でも、室内は昼夜ともに暖房で夏のように暖められ、多くの慰問品や食料が届いたことで、避難者たちは元気を取り戻したという。この作文は後に、北海道社会事業協会による『函館大火災害誌』に収録されている。
北海道小樽市の郷土史家である越崎宗一は、大火の翌年の1935年（昭和10年）の函館赴任にあたって岡田のもとに挨拶に訪れ、そのときの印象を以下の通り書き残している。
函館大火の後、岡田は復興に要する建築資材の調達のため、北海道内外の建築業界や土木業界に呼び掛けた。多くの商社が資材を提供し、その数は百社以上に昇った。また、図書館ではそれら建築資材を展示した企画展を開催。函館市復興資料目録を刊行するなどし、市の復興のために尽くした。
また岡田は、被災した子供たちの心を癒すため、日本全国に児童書の寄付を呼びかけた。彼の声に応え、日本全国各地から児童書が贈られ、その数は12万冊以上にも昇った。中には台湾や満州などで発行された、日本では入手困難なものもあり、それらは函館の子供たちや学校に配布された後、残りの雑誌、図書は同図書館に保存された。その後の平成期に、かつては図書館や関係機関で長らく収集の対象とならず消耗品扱いされてきた児童雑誌が、後の児童文化や児童文学の研究において資料としての必要性が高まったことから、函館図書館に贈られたこの多数の児童書を中心とし、北海道立文学館により「函館貴重児童雑誌及び児童雑誌附録データベース」が作成された。さらに後の2011年（平成23年）に発生した東日本大震災に際しては函館からの恩返しとして、震災で被災した子供たちに絵本を贈る「被災地の子どもたちへ絵本を送ろう 函館プロジェクト」が開始されるに至っている。
函館大火では、かつて私設図書館を開いた協同館も焼失したが、その前に置かれていた狛犬（岡田がどこかの神社の解体時に持ち込んだという）を、「捨てられない」という理由で1940年に市立函館図書館の屋根を改装した際に、屋上に設置したとされる。

### 晩年

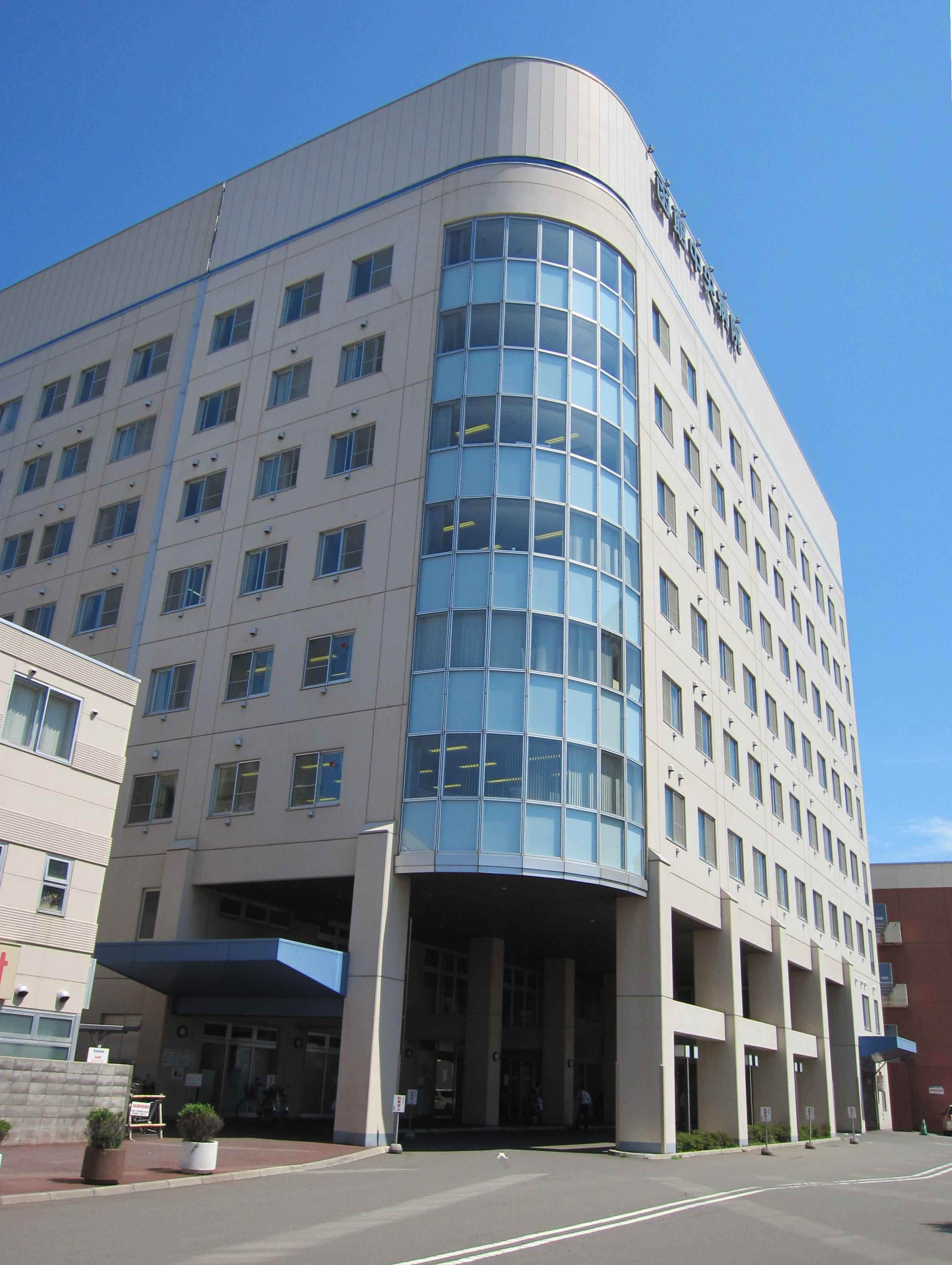
函館中央病院

1943年（昭和18年）に岡田は還暦を迎え、同年10月にはその祝賀会が開催された。戦中のためにジャガイモやカボチャによる会食であったが、多くの出席者たちで賑わい、岡田も同会を記念して出版された『岡田健蔵君還暦頌徳喜季』に満足していた。この席で「すべてを投げ打って図書館に尽くした岡田への感謝として、岡田の新居を建てよう」との意見が出、満場一致で採択された。岡田は皆の温情に涙ぐみ、俯いたまま動かなかったという。
しかし、同1943年初めより岡田は肺疾患で体を病んでおり、すでにこの時点では病状がかなり進行していた。同年末に周囲からの説得により函館中央病院に入院したが、回復には至らなかった。
翌1944年8月、祝賀会出席者たちの支援により、図書館に隣接して岡田の新居が着工された。同年12月20日、岡田は自ら希望して、医師の反対を押し切り、その新居に移り住んだ。その時点では新居はまだ未完成であり、せいぜい雨露が凌げる程度で、借り物の建具をはめ込むなどしてようやく住居らしい姿に仕上がった。そこまでして新居に移り住みたかった理由を、宮崎郁雨は「まことに彼は図書館以外の何処ででも死にたくなかったのである」、函館市のジャーナリスト、北海タイムス社主宰者の小野寺脩郎は「すでに死期を悟った彼は、持前の強い責任感から生命あるうちにせめて一夜だけでもそんな温い善意の家で過し多くの市民に感謝の心を伝えたかったのであろう」と語っている。
新居に移り住んだ翌日の12月21日、近親者、および主治医を務めた齋藤與一郎に看取られつつ死去した。遺言は妻イネに遺したただ一言「誰が来ても、生前の俺のことを絶対にシャべんなよ」であった。葬儀は、岡田が生涯をかけて愛し続けた函館図書館の大閲覧室で図書館葬として執り行われた。齋藤與一郎が委員長を務め、300人の弔問客が訪れた。墓碑は函館市船見町の実行寺にある。
没後、日本図書館協会創立60周年にあたる1951年（昭和26年）には、日本全国での図書館活動功労者としての追悼を受けた。

## そのほかの業績

### 石川啄木の資料の保存

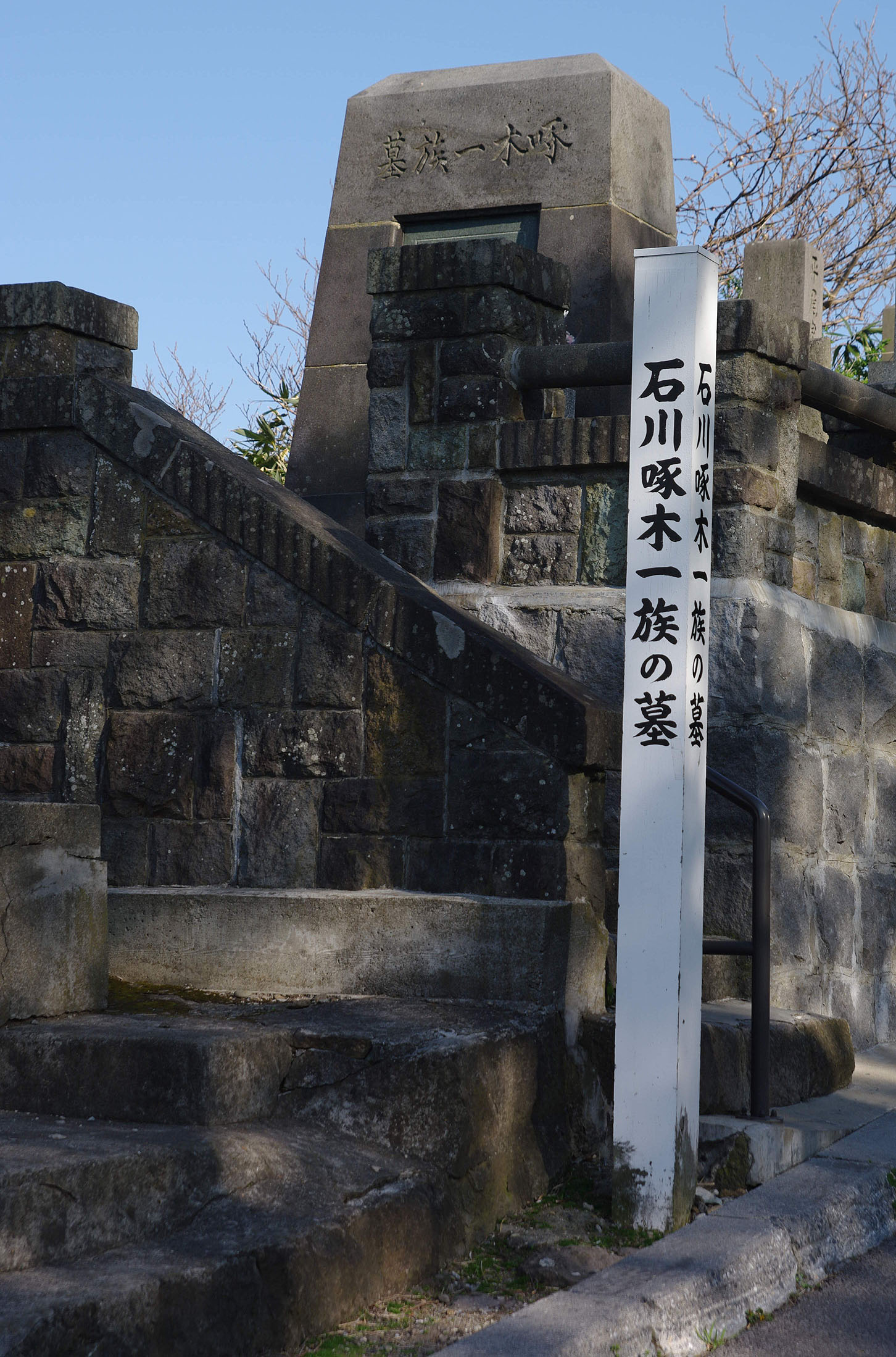
函館市立待岬にある石川啄木一族の墓

函館ゆかりの歌人である石川啄木が1912年に死去した後、翌1913年（大正2年）、岡田は自ら中心となって一周忌の追悼会を市立函館図書館内で開催した。同年、啄木の義弟でもある宮崎郁雨らと共に、啄木にまつわる貴重な資料の維持保存のための団体として「函館啄木会」を組織し、幹事の1人を務めた。そして同会最初の仕事として、図書館館内に「啄木文庫」を設け、岡田の収集や宮崎の寄贈による図書類を収め、啄木の業績を後世に残すべく尽力した。
啄木文庫の所蔵資料は、開設当初は『一握の砂』『悲しき玩具』、そして第1詩集『あこがれ』のわずか3種であった。追悼会翌日、岡田は入院中であった啄木の妻である節子夫人を見舞い、啄木の遺稿の寄贈を申し入れた。節子死去の同1913年、その遺志に基いて日記などの遺稿類が図書館へ寄贈された。こうして図書館内に保存された啄木の資料は、先述の通り函館大火の際も鉄筋構造と岡田の尽力によって守られ、『啄木日記』など重要な資料が後に伝えられるに至った。
また、1913年に岡田は、前述した2度目の帝国図書館視察の際、節子夫人や宮崎郁雨の依頼のもと、啄木と彼の一族の遺骨を引き取り、函館へ持ち帰った。これは啄木が宮崎に宛てた手紙に「死ぬときは函館で死にたい」とあったことが理由とされる。岡田は遺骨を節子に引き渡したものの、改めて節子から遺骨の保管を依頼されたため、周囲から「気持ち悪い」と言われることも構わずに、図書館内に遺骨を保存していた。
節子夫人の没後、岡田と宮崎は彼女を含む一族の墓碑建設の計画に取りかかった。函館市立図書館の建設方針を巡って市会と対立し続けていたときも、岡田は墓碑建設の計画を絶えず勘案していた。毎年の忌日には、啄木追想の行事を続けた。啄木忌は、数十年の間には諸々の事情で参加者が減ることもあったが、岡田と宮崎だけは常に出席し続けた。また石匠の選定をはじめ、工事に関する一切も岡田が引き受けた。そして1926年（大正15年）に啄木一族の墓が函館の立待岬に建立されるに至った。
節子夫人から寄贈された遺稿のうち『啄木日記』については、岡田は非公開の姿勢を貫いていた。啄木と最晩年に親交のあった丸谷喜市は、啄木が「自分の死後に日記を出版したい奴が現れたら、日記を全部焼いてくれ」と遺言したと言い、図書館にある日記をすべて啄木の遺児である長女に返却するよう要求した。1926年（大正15年）に日記を啄木の遺児宛てに返却するよう求めたが、岡田は「職務上の責任感と、啄木が明治文壇に重要な存在であるから焼却には反対する」と返した。しかし1939年（昭和14年）頃、啄木の全集の刊行などによって、当初は少数の関係者が知るのみだった日記の存在が次第に公になり、日記の公開を求める世間の動きが活発し、『東京日日新聞』『報知新聞』など新聞各紙が相次いで公開キャンペーンを行なった。これに対し岡田は同年4月、NHKによる全国放送を通じ、日記の焼却および公開を否定する意思を表面化し、世間から大きな反響を呼んだ。

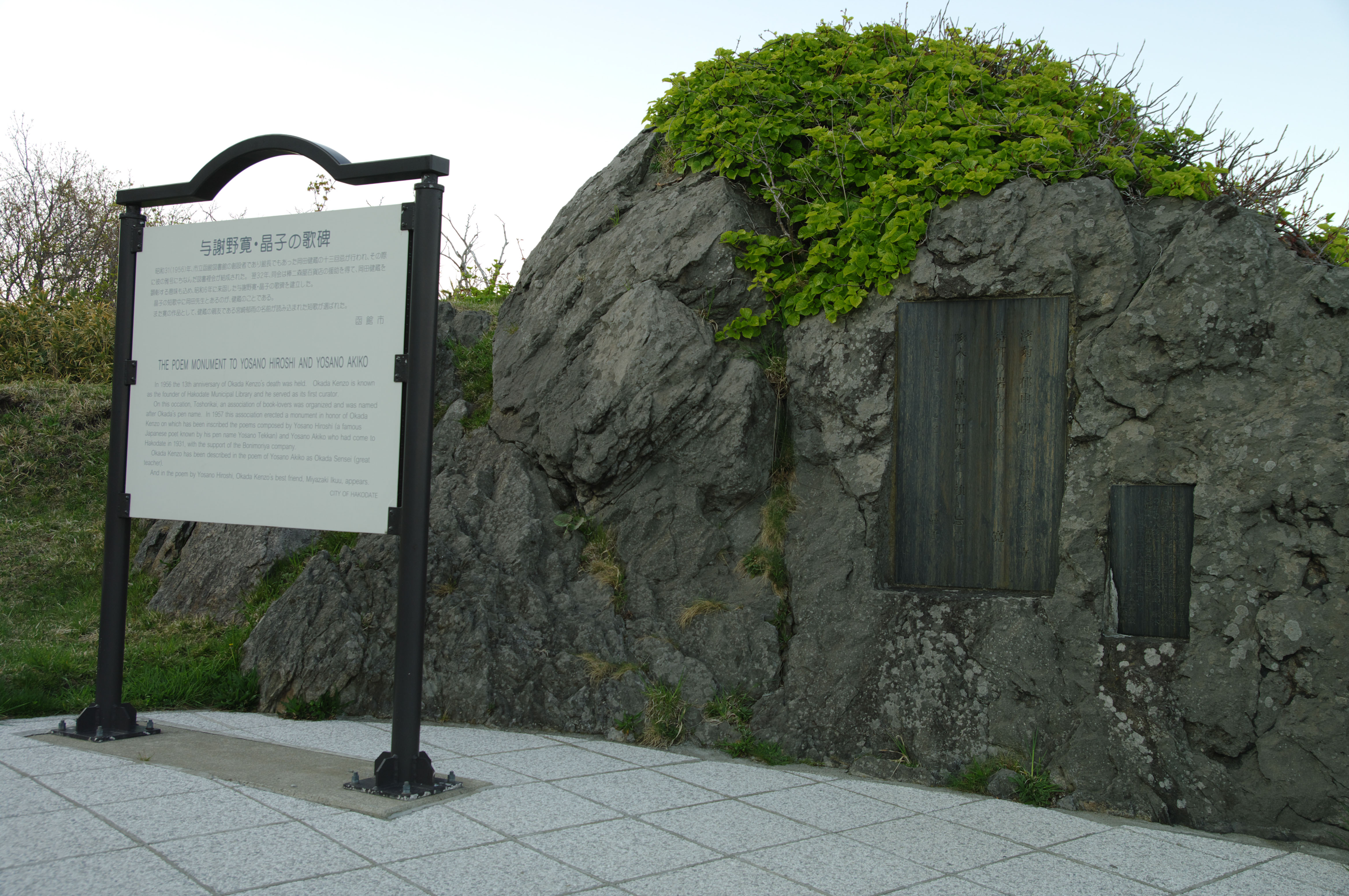
立待岬にある与謝野寛・晶子の歌碑。短歌「啄木の草稿 岡田先生の顔も……」が確認できる。

1944年、岡田の死去により日記の公刊を阻むものがなくなったことで、1948年から1949年に石川正雄（啄木の長女・京子の夫）の編で世界評論社から『石川啄木日記』（全3巻）が出版されるに至った。なお晩年に入院した岡田は、病床での1年間の療養生活の間、啄木の『小天地』の合本を常に枕元に置き、片時も離すことはなかったという。
岡田の十三回忌の後、函館図書館の児童図書室の利用者でもあった歌人・土井多紀子らが中心となり、岡田の仕事の継承と函館の文化向上への寄与のための団体として、岡田の雅号「図書裡（としょり）」にちなんで「図書裡会」が結成された。1957年（昭和32年）にこの図書裡会により、岡田の功績を称える目的で、前年に函館を訪れた与謝野寛・与謝野晶子夫妻の歌碑が立待岬に設置された。碑には晶子の詠んだ「啄木の草稿岡田先生の顔も忘れじはこだてのこと」が刻まれており、この「岡田先生」とは岡田健蔵のことである。

### 絵はがきの収集
1900年（明治33年）に逓信省令で私製はがきの製作が認められて以来、日本では全国の名所や都市景観、美人画、催事、年賀状などの絵はがきの製作や販売が盛んに行われた。1902年（明治35年）には万国郵便連合加盟25周年絵はがき、次いで日露戦役記念の絵はがきが登場し、空前の絵はがきブームが起きていた。
岡田は1903年の独立後から、以前から趣味としていた絵はがきの収集を始め、その数は3万枚以上にも昇っていた。その対象は郷土である北海道の史跡をはじめ、建造物、都市の景観、自然、風物など、あらゆる分野におよんでおり、友人たちが声をそろえて岡田を一流の収集家と呼んでいた。岡田にとって絵はがきの収集は、当時のブームに乗じた一時的な趣味でも、単なる趣味や娯楽でもなく、短文学の通信と研究を目指すものであった。岡田の少年時代に函館の富岡町で展覧会が開催されたときには、最も多い出品者が岡田であった。
1905年（明治38年）、岡田は絵はがき愛好者の団体として「函館絵葉雅喜倶楽部」を結成した。絵はがきのブームに伴い、日本全国各地には絵はがき同好会が結成されて展覧会や交換会が盛んに行われており、北海道内にも1905年から翌1906年（明治39年）にかけて6団体が結成されていたが、そのうち最も早くに結成されたのが岡田の函館絵葉雅喜倶楽部である。
結成同年には岡田の発案のもと、同団体主催による「絵葉雅喜大会」が開催された。このとき記念絵はがきの印刷を担当した業者の1人は、その盛況ぶりを以下のように語っている。
函館市立図書館設立後、岡田は間宮不二雄設立による青年図書館員連盟に個人会員として加盟。同団体が1932年（昭和7年）に発行した『図書館学及書誌学関係文献合同目録』には、2千点以上に及ぶ図書や刊行物が収録されている中、末尾には「絵ハガキ」の項が設けられ、約70種の絵はがきが収録されている。うち最も多い物は間宮の擁する間宮文庫のもので、次いで函館市立図書館のものであり、ともにこの目録に収録されている絵はがきの約半数を占めている。

### 博物館への夢
岡田は図書館設立と共に、以前から函館に博物館を建てることも夢見ており、社会教育施設として図書館と博物館の活動の連携を理想としていた。1909年には後に北方民族研究の世界的な権威者となる馬場脩の提唱を受けて「函館考古会」を結成し、遺跡発掘や資料収集のための場とした。
1935年（昭和10年）には博物館建設に向けて具体的な活動に乗りだし、図書館内に函館博物館建設期成同盟を設け、博物館建設のために会員の募集を開始した。函館図書館発行による図書館報『市立函館図書館多与利 』では博物館の標本と図書との連絡活用の重要さを力説しており、1940年（昭和15年）には『函館日日新聞』において、説明より実物を見せることによる直感教育の観点においても博物館の存在が重要であることを説いている。
その後も岡田は地元の新聞や図書館報において、博物館の必要性を訴え続けた。しかし時代はすでに戦中であり、戦争の激化に連れ、次第に博物館の実現は困難となった。結局、岡田の存命中にこの夢が叶うことはなく、博物館完成は岡田の没後、1951年（昭和26年）を待つことになる。

### 函館市会
1922年（大正11年）から、函館市会議員を2期務めた。市会議員としての岡田は、市政の腐敗、議員たちの不正や疑惑を厳しく指摘するなど、異質な存在であった。1924年（大正13年）に函館水電の水電事業市営化問題が起きた際には、岡田の政治活動は極度に活発化した。市会のみならず、雑誌や新聞紙上でも函館水電、関係重役、水電派の議員たちへ猛攻撃を繰り返した。また自ら電圧計を入手し、電灯の電圧を計測することで函館水電の契約違反を責めた。市民の電灯料不払同盟を牛耳り、函館水電争議の急先鋒として、函館水電を相手に個人で訴訟まで起こした。
こうした岡田の活躍は函館市民から喝采を浴び、市政界の名物ともいわれた。また第1期で図書館問題が解決しなかった後も、再当選することで図書館問題に再び挑むことができたが、これは市政や議員を糾弾したことで市民たちの喝采を浴び、より多くの票を集めたことによるものである。

## 人物

### 収集癖
岡田が図書館経営に際して最も重要視したことが、蔵書の収集である。きっかけは私立図書館開館から間もない頃、京都帝国大学教授の内田銀蔵が来館し、岡田に「地方図書館の大使命こそは郷土資料の探索収集にある」と語ったことであり、これ以降、岡田は郷土資料収集に没頭することになった。
私立図書館の鉄筋書庫完成後は、岡田は建物の外側だけでなく内部も充実させるべく、蔵書集めにさらに没頭した。東京の神田の古書店から目録が届くと、岡田自身が貴重な地域書類などを捜し、高額でも即刻電報で注文していた。当時の蝦夷やアイヌ関連の貴重な図書類のある日本全国の書店には、必ず函館図書館から注文が届いていた。齋藤與一郎が東京や札幌の古書店を訪れた際には、齋藤が函館から来たと店主が知ると、しばしば「函館の岡田さんはどうなさいましたか」と聞かれたという。市立図書館開館後は収集癖に拍車がかかり、アイヌ絵、錦絵、ポスターも収集対象となった。函館図書館のアイヌ絵のコレクションは大部分が岡田の収集によるものであり、1936年（昭和11年）には岡田の発案により「アイヌ絵画展覧会」が開催されている。
1938年（昭和13年）度には図書費3500円中、4月早々に郷土資料に980円、アイヌ資料に16円を費やしており、これだけで図書費の28パーセントを占めている。さらにその後にも古文献を収集していることから、この年の郷土資料収集費は図書費の3分の1以上に昇ったと見られる。こうした膨大な購入資金調達のために岡田は私財を投じ、土地や家屋を売り払っており、これが前述のような極貧生活の要因の一つにもなっていた。
費用には限度があったため、市内の蔵書の持主のもとへ、できるだけ寄贈を募った。寄贈に応じない持主を岡田は「けちん坊」呼ばわりしており、これが市内の評判に昇るため、持主たちはできるだけ蔵書類を隠そうとした。しかし岡田は地獄耳ともいうべき情報網の持主で、どんなに蔵書を隠していても突き止めてしまったという。
蔵書の持主がどうしても寄贈に応じない際は、知己や友人・知人・後援者に資金を頼り、また自ら市内を歩き回り、有力者たちに寄付金を募っていた。岡田の長女の弘子は後に、父の収集癖にまつわる事情を「お金がなくてね、本当に大変なんです。なので、あっちこっちから寄贈本もずいぶんいただきました。どうしても寄贈してもらえない古書は職員で写本もしたんですよ。あのころの職員は大変だったと思います」と語っている。
これらの収集癖を示す一例として、岡田存命中に購入した最も高価な資料、江戸時代の紀行書『東遊奇勝蝦夷地歴遊日記』全13冊が挙げられる。これは1936年、東京の古書店経営者である反町茂雄のもとから購入したもので、これのみで同年の図書費の約5分の1に相当している。購入時に岡田は反町に「すぐ帰ります。帰って、お金の工面をしなければならない」「こんな大きな金の余裕が、市立図書館にあるもんですか。函館へ帰ったら、すぐ町の有力者の中を歩きまわって、寄附を頼まなくっちゃあ……」と語った。本件は『北海タイムス』紙上で「郷土研究資料が収集されている事では全国に名高い函館図書館に、唯一つよりなく、而も岡田館長が今日迄探し求めて止まなかった貴重な文献が現れ……」と報じられた。後に反町は「函館図書館は最も熱心な蒐集ぶりで、北海道関係の版本・写本は、目録以外でも、オッファーすれば大体必ず納まる常連客でした」「私の目録に掲載した蝦夷地及びアイヌ関係の希書・珍書には、必ずといってよい程、全国に先がけて、函館図書館から電報の注文が到来し、沢山の高価な古書が津軽海峡を渡りました」と語っている。
岡田のこの熱心さが周囲に伝わるにつれ、蔵書の持主たちは次第に「何々を岡田に取り上げられた」と、秘蔵品を図書館に寄贈させられることに誇りを抱くようにもなった。岡田の名が知られると、東京をはじめ日本全国から貴重な蔵書や絵画を岡田に売り込みに来るようにもなった。郷土や蝦夷に関する古書や絵画は、岡田の折り紙がつかなくては真偽のほどを世間から疑われることもあり、それらを秘蔵する者たちは積極的に岡田に見せるようにもなった。
1942年（昭和17年）、帝国図書館の図書館講習所では、県立長野図書館館長の乙部泉三郎が、岡田の収集癖を「ばた屋」（廃品回収業者）に例え、「図書館人の中には『バタヤ』みたいなものがいて、何でもかんでも集めたがる人がいまして、そのいい例が函館の岡田館長である」と話した。ところが偶然にも、受講者の中に弘子がいた。弘子は乙部の話に納得していたものの、弘子を通じて岡田がこの話を知ったことで、乙部は後に岡田に対して非常に恐縮し「『バタヤ』というのは古文献を何でもかんでも集めることを言ったのである」と訂正したという。

### 図書への情熱
紙を食い荒らすシミは本の大敵のため、岡田はしばしば書庫から本を取り出して厳しい目つきでページをめくり、シミを見つけると憎悪で睨みつけた。樟脳、ナフタレンなどの防虫剤も他人には任せず、常に自分で新品と交換した。ハエも本の糊付けを嘗めることから、当時の殺虫剤であるインセクト・パウダーやイマヅ蠅取り粉を大量に撒き、館員たちが咳き込むほどであった。ネズミもまた皮製のものを噛むことから、夜中にわずかでも物音がすると、書庫のあちこちにねずみ捕りや猫いらずを仕掛けた。
館員たちによる毎朝の掃除の際は、箒の埃が書庫にある本にかからないよう、必ず床におからを撒かせてから掃かせた。夏にはこのおからが腐敗して臭いを放つため、食卓に卯の花が出ると不快感を催す館員がいたほどだった。冬の寒い日に館員がストーブで暖をとりながら本を読んでいると、熱で本が傷むと言って「そんな心がけで図書館員が勤まるか」と厳しく叱った。児童室を利用している子供たちが相手でも、本の上でメモをとっていると叱りつけた。図書館内でのその叱り声は別の階に響くほどで、晩年には天然のウェーブのかかった白髪頭で怒号を飛ばすことから「ホワイト・ライオン」と仇名された。
心ない閲覧者が古書類を手荒く取り扱うことを恐れるあまり、閲覧を拒否することもあった。昭和初期、アメリカ議会図書館の主任であった坂西志保が石川啄木の資料を求めて函館図書館を訪れた後、大阪で間宮不二雄に会い「間宮さん! 日本には不思議な図書館がありますね! 函館の図書館長は蔵書を一般読者に余り見せることを好まない様だ」と語っている。

### 倹約癖
図書館経営にあたって岡田は、少年期に学んだように非常に倹約に努め、紙1枚、筆1本すら疎かにしなかった。原稿は新しい原稿用紙ではなく、ほとんど保護紙や使用済みの閲覧票の裏を用いた。製本用のボール紙の切れ端も捨てさせず、小さな紙片も製本のために再利用した。使用済みの封筒を裏返しにして再利用し、手紙は小さく切って蔵書印の裏写り防止に用いた。荷造りの紐、荷札の細い針金まできれいに伸ばして保存した。新聞社の取材を受けた際も、記者の用いた写真、写真版などを貰い受け、丁寧に整理して保存していた。
先述の、図書館の屋根の上の置き物も、函館大火で焼き残った置き物を岡田が捨てられなかったことから、倹約癖を伝える逸話として残されている。

### 無私無欲
岡田は自分個人に図書類が寄贈されても、自分の手元には置かずにすべて図書館の蔵書とした。友人から旅行の土産を貰っても、文房具は図書館の備品とし、芸術品も図書館に寄贈した。知人たちから贈られた色紙や短冊なども、すべて図書館の蔵書印を押して図書館のものとしていた。そのために没後には、家には軸物はおろか短冊、色紙など一切が残されていなかった。死去前の妻への遺言も、売名行為を嫌ってのことと見られている。
前述のように生活が貧困を窮めた際に平出喜三郎からの援助を受けたが、岡田は生活が楽になることよりも「おかげでまた蔵書をますことができ、区民のためこんなに嬉しいことはない」と喜んだ。函館は港町として日本でいち早く海外への門を開いた町であることから、五島軒などが洋食を取り入れていたが、極貧生活を通じて一汁一菜に慣れた岡田は、後年にもそのような料理には決して手をつけなかった。港町育ちということもあり、食卓での贅沢品はせいぜい、イカの刺身、カレイの焼き魚などの安価な部類の魚介類だった。
1920年（大正9年）に、函館教育会が教育功労者を表彰したことがあり、岡田も被表彰者の1人に選ばれた。しかし岡田は、自分を表彰に値しない人物と言い、これを辞退した。当時の教育会会長を務めていた齋藤與一郎はやむなく岡田の意思を尊重し、表彰状と賞金を預かっていた。その3年後に岡田が齋藤のもとを訪れ、賞金だけを受け取ったが、それは金銭欲ではなく、小学校の不燃化についての資料作成のためであった。小学校の不燃化に賛成する齋藤は、岡田の賞金を用いずに齋藤の個人的な援助で出版させようとしたが、岡田は齋藤の負担を固辞し、敢えて自分の賞金を出版費にあてることを承知させた。表彰状のほうは結局、最後まで受け取ることがなかった。齋藤は後にこのことを「君の純情誠に愛す可きものがある。真に君の如き天衣無縫天真爛漫の人とこそいう可きである」と回想している。

### 純正不曲
東京帝国大学の医学教授である佐藤精は『斎藤与一郎伝』において、岡田の性格を「直情径行で、不義邪悪を憎むこと極度には激しく、判断は自らの尺度を以て狷介、一度それに接すると、火を吐くような毒舌で罵倒し、（略）相手に誰であることをも弁じない」と述べている。
奉公時代には奉公先の店の主人が、客に対してわざと商品の値段を高く言い、客が値下げを要求したところへ本来の値段を言い、客に安く買ったと満足させる、といった方法を岡田に教えたところ、岡田はそれをペテンだといって店先の仕事を嫌い、店の奥の掃除になどに専念していた。この時代からすでに、不正を嫌う岡田の性格が現れていた。商人のもとに奉公しながら、自身は商人の道へ進むことはなかった理由も、この経験によるものである。
戦中には憲兵隊が蔵書を押収しようとした際も、決して屈することなく1冊の蔵書も渡すことはなかった。同じく戦中に岡田の新聞への投書が特別高等警察の目に触れ、病床の岡田に召喚状が来たときも、最期まで出頭することはなかった。

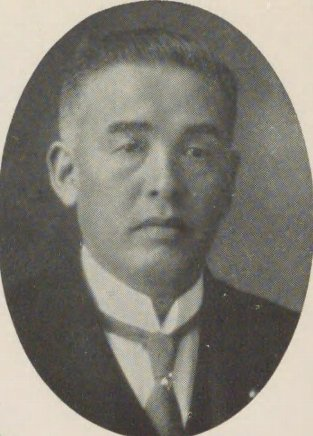
坂本森一

函館市会で、函館市長の坂本森一と対立した際、坂本に「図書館長たる貴男は、理事長の立場がだれよりもよく判る筈ではないか」と言われたところ、岡田は「市長、たわけたことをいうな、不肖岡田は図書館長である前に、市民の代表たる議員の立場で質問しているのですぞ、そのくらいのことが判らんで市長が勤まると思うか、このたわけ者めがッ」と返した。坂本は思わず苦笑し、論戦もそれで終わりとなった。元議長の高木直行は後に、「大市長といわれた自信満々のあの切れ者を“たわけ者”と極めつけたのは後にも先にも是空居士一人であったと思う」と語っている（『是空』は岡田の雅号の一つ）。
一方では、こうした岡田の言動が市会で反感を呼んだことが、10年にもわたる図書館問題の膠着に繋がったとも見られている。また市立図書館が完成して岡田が館長に推された際も、市の理事者は岡田の性格を嫌って同意しなかった。そこへ宮崎郁雨らの依頼により齋藤與一郎が調停を務め、館長就任が実現した。しかし、その翌年の1931年（昭和6年）には、市会で図書館費の4分の1が削減された。これに対して図書館後援者たちが削減分を寄付しようと、「従事員復活経費寄附採納方」を請願したが、これも否決された。これらのことから、岡田の言動を快く思わない議員たちが当時もまだ存在していたものとも見られている。

### 教育
尋常高等小学校の後に奉公に出たのは、学業よりも世間のことを学ばせるという母親の育児方針である。このために尋常高等小学校以上の高等学校へは進学していないが、後に図書館業を通じて膨大な数の図書に触れたことで、独学で学問を充実させた。日本図書教会が東京で講習会を開いた際、文学博士たちが講師を務める中、岡田は学歴のない者としてただ1人、講師に選ばれている。函館図書館経営にあたっても、館内の膨大な数の蔵書のほとんどを脳裏に記憶しており、郷土資料の一部始終をよく知っていたことから、博覧強記の持ち主とも見られている。
函館の郷土史に関する多くの著作物を著し、函館の文化への貢献者たちの事業や功績の顕彰にも努めており、民間学者ともいえる人物である。郷土史の知識は市内随一ともいわれ、蝦夷関係では専門学者が岡田に教えを乞うこともあった。
また後述のように大工の父の影響もあり、建築に深い興味を寄せていた。若いころから函館市内の古い建物を自分の足で調査しており、「建築博士」とも呼ばれた。函館工業補修学校（後の北海道函館工業高等学校）に特設科が設けられた際、1917年（大正6年）から半年間、若年の生徒たちに混ざって鉄筋コンクリート工法と万国建築条例を学び、修了証書をとった。このときの講師である村田専三郎は啄木の後輩にあたり、啄木と文通の経験もあったため、後の啄木の墓の建立にあたっては岡田の相談相手にもなった。

### 郷土愛
郷土である函館を強く愛した人物でもあった。それを示すエピソードとして、小学生だった頃の長女の弘子を連れて札幌を訪れた際、弘子が大通公園の花壇を見て羨ましがり「札幌に住みたい」と言ったところ、岡田は真顔で怒り「よそを見て羨ましいと思ったら皆で函館をそれ以上よいところにしなければ駄目だ」と言ったという。
岡田が業績保存に尽くした石川啄木は、岡田自身は一度しか会っていないが、その啄木に前述のように様々に尽くしたことも、郷土愛の現れと見られている。

### 家族
父は優れた大工であり、多くの建築物を手掛け、多数の弟子を育成した後、1893年（明治26年）、岡田が小学5年生のときに53歳で死去した。岡田が建築物の不燃化に拘ったこと、また函館大火直後にいち早く建築業界や土木業界と連携して街の復興に尽力したことは、大工である父の影響も大きいと見られている。母は岡田が私立図書館運営で極貧生活を強いられていた時期の1922年（大正11年）に、75歳で死去した。
妻イネは、岡田と苦難を共にし、不平一つ言わずその苦難を耐え抜いた。岡田が図書館に泊まり込み、神経痛で歩行が困難になった際には、彼を背負って坂道を歩いて連れ帰ることも多かった。岡田の没後も長年にわたって図書館職員として勤務し続け、岡田の十三回忌にあたる1956年（昭和31年）には、岡田が1916年に『函館毎日新聞』に連載した「函館百珍」全99話、雑誌『函館論評』『函館』に1928年から1930年まで連載した「函館史実」全80話をまとめ、『函館百珍と函館史実』として出版。1981年（昭和59年）、91歳で死去した。
子供は四男二女の6人がいたが、1917年（大正6年）から1923年（大正12年）までの6年間で次男、三男、四男の3人が1歳までに病死した。母同様に岡田の極貧生活による苦難の時期において、イネが図書館業務に追われ、育児や病気の看病にまで手が回りきらなかったためである。次女も1927年（昭和2年）に生後半年で死去した。
岡田の没後に遺された家族の内、長男は上野の図書館講習所を経て、1934年（昭和9年）より司書として函館図書館に勤務した。父の後継者として期待されていたが、太平洋戦争勃発後に出征。もともと体が弱かったことから、1945年（昭和20年）、終戦を目前にして南島で戦病死した。
その後に唯一遺された実子である長女の弘子は、長男に代って父の遺志を継ぎ、父直伝の図書館教育と図書館講習所を経て司書となり、1976年（昭和51年）から1982年（昭和57年）まで市立図書館館長を勤めた。その後は事務局長として勤務し、平成期は退職後においても散逸資料の発掘、収集と管理をライフワークとした。また「啄木に関しては紙ひとつでも絶対になくすな」との岡田の教えに基づき、啄木文庫の維持保存、啄木の資料を後世に残す活動に努めた。2020年（令和2年）5月28日、満95歳で死去した。
長男の息子、岡田の孫で弘子の甥にあたる岡田一彦は市立函館博物館に勤務し、資料保存のエキスパートとしての役割を果たしている。弘子は前述した函館啄木会の代表理事、一彦は会員であり、同会は平成期においても、啄木関連の資料を長年にわたって維持保存する団体として機能し続けている。

### 交友関係

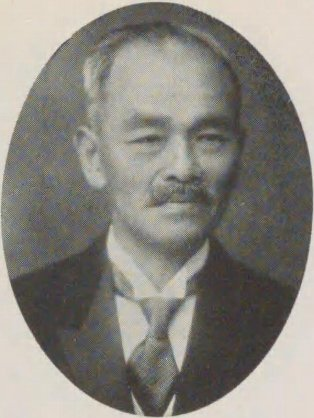
齋藤與一郎

岡田が生涯にわたって師と仰いだ人物が齋藤與一郎である。私立図書館建立後の時期、斎藤の人間性に惹かれた岡田は頻繁に彼のもとを訪ね、新たな知識を得るとともに、図書館設立にまつわる苦労を熱く語った。清廉潔白な性格や苦学の境遇、郷土のために身を挺して尽くす性格が共通していることから、2人は水魚の交わりを結んだ。岡田は寄付者として恩義のある相馬、小熊、平出らのことすら、陰では悪く言うことがあったが、斎藤にだけは常に敬意を払い「斎藤先生」と呼んだ。斎藤もその広い交流範囲の中、自分の知己は3人のみといい、その1人に岡田の名を挙げていた。
私立図書館建立にあたって岡田を援助したのが相馬哲平、小熊幸一郎である。相馬は岡田同様、郷土に報いる志を持つ人物であり、図書館の建造費に加え、図書購入費などで彼を援助し続けた。
小熊は奉公時代からの岡田の苦労を知っていたことから、その後も長年にわたって岡田を応援し続けた。私立図書館の鉄筋書庫完成後、鉄筋製の本館を目指した岡田は、1911年（明治44年）に小熊を訪ねてその意思を伝えたところ、小熊も同意見であった。もっともこの時点では小熊は軽く答えたつもりであったが、岡田は小熊が後で心変わりすることを危惧して念書を求め、小熊は2万円の寄付申込書を書いた。その寄付期限の迫った1915年（大正4年）、第一次大戦による戦争景気で小熊の寄付も多方面に及んでいたことから、岡田は小熊に当初の倍以上の5万円の寄付を依頼した。しかも小熊の返事を待つまでもなく、岡田は5万円の寄付を前提に建築計画を進めた。無茶なやり口にもかかわらず、岡田の性格を熟知する小熊は「君に会ってはかなわないな。いまに、百万円に値上げせなどと、いって来るのではないか」と笑って済ませたという。
函館市長の坂本森一は、市長就任が函館市立図書館開館の翌年であり、市長としてまだ日が浅かったこともあって、当初は市会における岡田の言動を快く思っていなかった。図書館に在職のまま議員活動を続ける岡田を「クビにしよう」と発言したことすらある。しかし齋藤與一郎が図書館問題の調停に入った際、斎藤は坂本に、岡田の人間性と図書館にかける情熱を語った。坂本が実際に岡田に会い、斎藤の言葉の通りの人物であることを確かめたことで、岡田と親密な仲に至った。

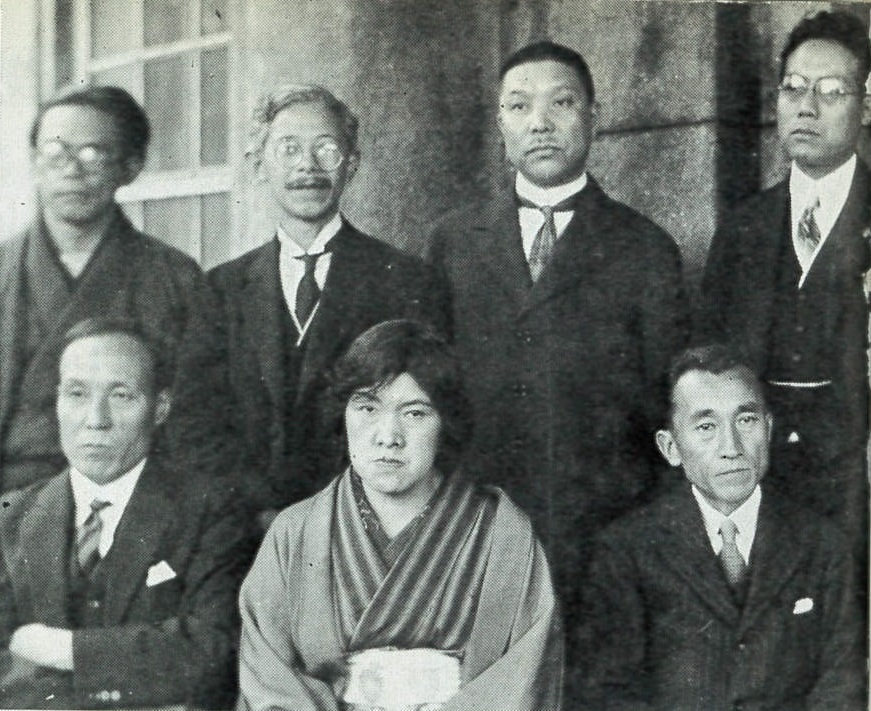
後列右から2番目が宮崎郁雨、右から3番目が岡田健蔵。前列中央は与謝野晶子。1931年（昭和6年）5月22日撮影。

石川啄木の業績保存で関連した啄木の義弟・宮崎郁雨は、岡田自身の親友でもあった。岡田はよく酒の席では「俺の友達は皆初め一度喧嘩をしてそれから仲良くなるんだが、宮崎だけは喧嘩のしようがなかったな」と語っており、宮崎もまた「私の友達の中には幾人かの天才者が居る。その一人は石川啄木、一人は岡田図書裡」と語っていた。晩年に岡田が体調を崩すと、宮崎は毎日見舞いに訪れた。そんな宮崎に対し、すでに病状がかなり悪化していた岡田は「宮崎、もう駄目なんだろう。驚かないから本当のことを話してくれ」と、宮崎を困らせた。岡田の没後、彼の長男の死が確認された後の1946年（昭和21年）に函館図書館館長に就任したが、かつて軍籍にあったことから、公職追放令によりわずかの在任期間で退任した。宮崎の没後、その墓は立待岬の啄木の墓に隣接して建立されたが、生前には宮崎は啄木の墓のそばに自分たち2人の墓を建てようと何度も岡田に誘い、売名行為を嫌う岡田はそのたびに固辞したという。
函館市史の編集長を務めた郷土史家の田畑幸三郎は、岡田の弟子であると同時に公私ともに最良の協力者でもあった。もとは商社勤務であり、その社長が岡田の友人だったことから田畑自身も親交を持っており、晩年に岡田が入院に際し「おまえが手伝いに来てくれなければ、おれは安心して入院できない、ぜひ来てくれ」と懇願したことで、図書館に司書として勤務することとなった。岡田の没後は彼の遺志を継ぎ、岡田弘子とともに図書館を支えた。1983年（昭和58年）には病床の身でありながら、岡田の誕生百周年の記念とし、岡田の功績を後世に伝えるために『岡田健蔵と函館図書館』を著した。
函館市出身の作家である梁川剛一は、1928年（昭和3年）に東京美術学校を卒業後に函館図書館に通いつめ、図書館長である岡田や、当時すでに函館市長となっていた齋藤與一郎らと交流した。この縁で函館市中央図書館エントランスには、梁川の製作による「岡田健蔵先生像」が据えられている。

## 評価

### 図書館事業
『北海道新聞』の1944年（昭和19年）12月24日では、岡田の死去が以下のように報じられた。
後に齋藤與一郎、北広島市図書館館長の坂本龍三、函館市中央図書館4代目館長（2015年〈平成27年〉就任）の丹羽秀人らは、函館図書館の北方資料や郷土資料の豊富さと、それを収集した岡田の功績について、以下のように評価した。
この北方資料は日本国内のみならず、アメリカ、イギリス、ロシア、ドイツ、中国など、日本国外の研究者たちからの評価も高い。一例として、日露・日ソ関係史の分野の著名なフロリダ大学の教授ジョージ・レンセン(George Alexander Lensen)は、1967年（昭和42年）に来日して羽田空港に着いた際「すぐ函館に行きます。あの図書館は研究者の宝庫です」と語っている。また岡田が図書館内に設けた啄木文庫については、函館市史で「全国的に例を見ない優れたものばかりであり、日本の近代文学史上において、欠くことのできない貴重なコレクションでもある」と評価されている。
ただし郷土資料などの古書に強く目を向ける一方、新刊書への興味は薄く、そのことはしばしば批判の的になった。市会議員たちからは「昭和十三年私が市会に出た時……どうも岡田は怪しからん、こんな骨董物ばかりに金を出して新刊書というものは、更に用意しないと言って、非常に批難された」との声があり、前述の元議長・高木直行は「偉そうに構えているが反古紙だの古証文だの役にも立たぬ骨董品を漁っているだけではないか……、古典や文献を集めたところで市民の腹が脹らむものか、日本一の図書館長が聞いて呆れる」と批判した。市会の予算委員会からも「館長の図書選択がその趣味に堕する」と厳しく批判された。市会のみならず一般市民からも、岡田の収集物が古書ばかりとの苦情があった。岡田自身、市会で同様の批判を受けたが、「郷土愛を高めることは図書館の大切な役目」「郷土資料収集は、函館の将来を担う子供たちや若者たちに地元のことを知ってもらうために重要」と反論していた。また高木直行は、当時は自身がまだ若年であったため、岡田の真価を理解しておらず、一種の反感を抱いており、批判によって密かに鬱憤晴らしをしていたと後に述懐している。
函館図書館の運営にあたっては、図書館建設資金を得るための音楽を1909年（明治42年）頃より1919年（大正8年）頃まで続けたほか、郷土出身の画家を中心とした絵画展覧会、図書館記念日などの図書館行事として展示会や講演会を催した。また前述した函館大火後の函館復興に向けた企画展を始めとし、時節に応じたテーマによる展示会も開催した。後年には1936年の日本図書館協会による図書館大会では、図書館の附帯事業として講演会や展覧会などの開催が挙げられており、さらに後には図書館を含むあらゆる機関で情報の発信が推奨されていることから、函館図書館で様々な情報発信を行なったことについて、岡田の先見性を評価する声もある。
また、図書館業における岡田の美意識は、間宮富士夫や外地で活躍した図書館人である林靖一らによって下記の通り賞賛されており、これは前述した岡田の絵葉書収集の趣味を通じて培われたものと見られている。

### 石川啄木関連
宮崎郁雨は、岡田が函館図書館建立に尽力したことと同様、「若し岡田君が居なかったならば現在の様な啄木の墓碑は建設されなかっただろう」と語っている。ただし岡田が啄木の骨を函館へ持ち帰ったこと、および啄木の郷里である岩手県ではなく函館に墓を建てたことには批判も多い。
岡田が上京して啄木の遺骨を引き取ろうとした際、啄木と親交のあった歌人の土岐善麿に会っているが、土岐と親交のある大阪商業大学教授の川並秀雄によれば、土岐は遺骨を函館に移すことに反対して岡田と激論を交わしたといい、川並は岡田の行為を「強引」「高飛車」と批判している。また後に土岐は川並に「遺骨は全部を渡してはおらず、寺のあるものを分骨しただけ」と打ち明けているが、岡田は「すべての骨を持ち帰った」と主張している。
宮崎の著書『函館の砂』によれば、岡田は岩手ではなく函館に墓を建てるにあたり、礼儀として啄木の父である石川一禎に遺骨の取り扱いについて意向を伺ったが、一禎が「今さらそのような相談は迷惑なので適当に処理してほしい」と答え、それに憤慨した岡田は「墓は断然函館に建てる」と固く決意したという。これについては当時は石川啄木の実妹・三浦光子（三浦ミツ、当時は結婚前で石川ミツ）も存命で石川家にいたこともあり、もっとよく石川家に相談するべきだったとの意見もある。また一禎の先のような返答は、当時は妻や啄木に先立たれた一禎が次女の嫁ぎ先に寄食していた身のため、やむを得なかったとの見方もある。
後に三浦光子は自著『悲しき兄啄木』や『兄啄木の思い出』において以下のように語っており、これをもって岡田が石川家の了承を得ずに函館に墓碑を建立したことを問題視する意見もある。さらに後の1957年（昭和32年）、光子は啄木研究で知られる日本近代文学研究者の岩城之徳宛ての手紙で以下のように述べていることから、啄木の墓への考えは終生、変わらなかったものと見られている。
三浦光子は、宮崎郁雨と節子の恋愛が明らかになったことで、啄木が怒って節子に「函館に行くな」と言い残しており、函館に死にたいとの啄木の遺志はその問題が表面化する以前のものだったとしている。この主張に対して前述の小野寺脩郎は、かつて宮崎が啄木を通じて光子に求婚したことがあったため、宮崎への恋慕が節子への憎悪に形を変え、節子亡き後はその想いが鬱積して兄の遺骨へ向けられたとしている。
前述の丸谷喜市も、以下のように岡田の行為を厳しく批判している。
また岡田らが建立した啄木の墓碑自体についても、土岐善麿や川並秀雄らは下記のように否定的に述べている。
1965年（昭和40年）には啄木の生地である岩手県で、啄木生誕80年を記念する様々な行事が行われ、その一環として、啄木の遺骨を岩手へ分骨して故郷へ葬ろうとの動きが再燃するに至っている。1982年（昭和57年）時点での岡田弘子の証言によれば、遺骨に関する批難は三浦光子や土岐哀果といった関係者のみならず、毎年1,2通「啄木と無関係の岡田という男がなぜ東京から啄木の骨を函館に持ち去ったのか、まるで盗人のような行為ではないか」といった内容の抗議の葉書が届いているという。
また前述のように岡田が『啄木日記』の公開を控えた理由を、函館啄木会は「日記というものは極めて私的な内容を持つため」としているが、「貴重な研究資料であり、国民的な文化遺産である資料の公開を拒む」として頻繁に批判された。前述の川並秀雄も「まるで私有物化」と否定的に述べている。寄贈から10年を経て「日記その他の出版要求が強くなっているので、在京の友人に保管中のすべての日記を割愛して欲しい」という要求も出されたが、岡田は「啄木とどんな関係にある人でも、寄託者以外の第三者からの申し出には応じない」と拒否したため、新聞で叩かれるという事態まで招いていた。

### 建築物の不燃化
図書館事業のほか、市会議員時代に耐火構造の学校建築を提唱し、小学校校舎の増設と改築を決議させたことで、函館市立新川小学校（後の函館市立中部小学校）が鉄筋コンクリート構造の校舎として1927年（昭和2年）に完成した。鉄筋製の校舎は北海道ではこれが初であり、このことは市会議員としての岡田の最大の功績との声もある。
その後に先述の通り函館図書館が函館大火に耐えて貴重な蔵書が守られたこと、1941年（昭和16年）までに8校が耐火構造の校舎となったことで、岡田の卓見と信念が正しかったと見る向きもある。

## 著作
- 『小学校建築の不燃化に就て』紅茶倶楽部〈函館叢書〉、1923年4月14日。 NCID BA58104253。2016年4月1日閲覧。
- 『函館駐剳独逸領事ハアバア氏遭難記』函館ハアバア記念会、1924年11月8日。全国書誌番号:43055431。2016年4月1日閲覧。
- 『露西亜文化と函館』函館商業会議所、1926年5月16日。 NCID BN07955029。2016年4月1日閲覧。
- 『ジヨン・ミルン博士の生涯』ミルン博士追想記念会、1926年11月10日。 NCID BA54682451。2016年4月1日閲覧。
- 『函館の史蹟と名勝』函館市、1927年7月。 NCID BN0988255X。
- 『函館郷土史料目録 函館開港記念回顧展覽會出陳』市立函館図書館、1935年11月1日。 NCID BN1015900X。
- 『箱館開港史話』是空会、1946年8月30日。 NCID BN11776613。
- 『函館百珍と函館史実』岡田イネ、1946年12月21日。 NCID BN05840580。オリジナルの2012年12月19日時点におけるアーカイブ。2016年4月1日閲覧。